# Élections cantonales de 2004 dans les Hautes-Pyrénées
Les élections cantonales ont eu lieu les 21 et 28 mars 2004.
Lors de ces élections, 17 des 34 cantons des Hautes-Pyrénées ont été renouvelés. Elles ont vu la reconduction de la majorité PRG dirigée par François Fortassin, président du conseil général depuis 1992.

## Résultats à l’échelle du département
Répartition départementale des résultats (2e tour).
- PS (35,37 %)
- PRG (27,18 %)
- Divers (8,21 %)
- UMP (14,08 %)
- UDF (13,11 %)
- DVD (2,05 %)

| Étiquette      | Étiquette                          | Premier tour | Premier tour | Second tour | Second tour | Sièges |
| Étiquette      | Étiquette                          | Voix         | %            | Voix        | %           | Sièges |
| -------------- | ---------------------------------- | ------------ | ------------ | ----------- | ----------- | ------ |
|                | Parti socialiste                   | 13 819       | 27,31        | 12 221      | 35,37       | 10     |
|                | Parti radical de gauche            | 10 947       | 21,64        | 9 392       | 27,18       | 6      |
|                | Parti communiste français          | 6 131        | 12,12        |             |             |        |
|                | Extrême gauche                     | 1 436        | 2,84         |             |             |        |
|                | Les Verts                          | 456          | 0,90         |             |             |        |
| Gauche         | Gauche                             | 32 789       | 64,81        | 21 613      | 62,55       | 16     |
|                |                                    |              |              |             |             |        |
|                | Union pour la démocratie française | 5 232        | 10,34        | 4 529       | 13,11       | 0      |
|                | Union pour un mouvement populaire  | 5 078        | 10,04        | 4 865       | 14,08       | 0      |
|                | Front national                     | 3 146        | 6,22         |             |             |        |
|                | Divers droite                      | 900          | 1,78         | 710         | 2,05        | 0      |
| Droite         | Droite                             | 14 356       | 28,38        | 10 104      | 29,24       | 0      |
|                |                                    |              |              |             |             |        |
|                | Divers                             | 3 448        | 6,82         | 2 836       | 8,21        | 1      |
|                |                                    |              |              |             |             |        |
| Inscrits       | Inscrits                           | 75 508       | 100,00       | 51 711      | 100,00      |        |
| Abstention     | Abstention                         | 22 583       | 29,91        | 14 764      | 28,55       |        |
| Votants        | Votants                            | 52 925       | 70,09        | 36 947      | 71,45       |        |
| Blancs et nuls | Blancs et nuls                     | 2 332        | 4,41         | 2 394       | 6,48        |        |
| Exprimés       | Exprimés                           | 50 593       | 95,59        | 34 553      | 93,52       |        |

## Résultats par canton

### Canton d'Arreau
| Candidats      | Candidats          | Étiquette      | Premier tour | Premier tour | Second tour | Second tour |
| Candidats      | Candidats          | Étiquette      | Voix         | %            | Voix        | %           |
| -------------- | ------------------ | -------------- | ------------ | ------------ | ----------- | ----------- |
|                | Robert Marquie*    | PS             | 813          | 38,90        | 1 143       | 52,55       |
|                | Georges Compagnet  | SE             | 537          | 25,69        | 1 032       | 47,45       |
|                | Jean-Louis Anglade | SE             | 275          | 13,16        |             |             |
|                | Roger Mur          | SE             | 252          | 12,06        |             |             |
|                | Christian Courtade | PCF            | 107          | 5,12         |             |             |
|                | Andrée Chenuaud    | UMP            | 66           | 3,16         |             |             |
|                | Franck Garcia      | FN             | 40           | 1,91         |             |             |
|                |                    |                |              |              |             |             |
| Inscrits       | Inscrits           | Inscrits       | 3 005        | 100,00       | 3 007       | 100,00      |
| Abstention     | Abstention         | Abstention     | 828          | 27,55        | 705         | 23,45       |
| Votants        | Votants            | Votants        | 2 177        | 72,45        | 2 302       | 76,55       |
| Blancs et nuls | Blancs et nuls     | Blancs et nuls | 87           | 4,00         | 127         | 5,52        |
| Exprimés       | Exprimés           | Exprimés       | 2 090        | 96,00        | 2 175       | 94,48       |

*sortant

### Canton d'Aucun
| Candidats      | Candidats        | Étiquette      | Premier tour | Premier tour | Second tour | Second tour |
| Candidats      | Candidats        | Étiquette      | Voix         | %            | Voix        | %           |
| -------------- | ---------------- | -------------- | ------------ | ------------ | ----------- | ----------- |
|                | Marc Leo         | PRG            | 616          | 43,20        | 792         | 52,73       |
|                | Pierre Gerbet    | DVD            | 504          | 35,34        | 710         | 47,27       |
|                | Jean-Paul Trapes | UDF            | 211          | 14,80        |             |             |
|                | René Monnier     | FN             | 52           | 3,65         |             |             |
|                | Pierre Lozes     | PCF            | 43           | 3,02         |             |             |
|                |                  |                |              |              |             |             |
| Inscrits       | Inscrits         | Inscrits       | 1 872        | 100,00       | 1 872       | 100,00      |
| Abstention     | Abstention       | Abstention     | 372          | 19,87        | 314         | 16,77       |
| Votants        | Votants          | Votants        | 1 500        | 80,13        | 1 558       | 83,23       |
| Blancs et nuls | Blancs et nuls   | Blancs et nuls | 74           | 4,93         | 56          | 3,59        |
| Exprimés       | Exprimés         | Exprimés       | 1 426        | 95,07        | 1 502       | 96,41       |

### Canton d'Aureilhan
| Candidats      | Candidats           | Étiquette      | Premier tour | Premier tour | Second tour | Second tour |
| Candidats      | Candidats           | Étiquette      | Voix         | %            | Voix        | %           |
| -------------- | ------------------- | -------------- | ------------ | ------------ | ----------- | ----------- |
|                | Pierre Dussert*     | PS             | 2 025        | 41,93        | 3 170       | 65,93       |
|                | Jean-Marc Lacabanne | UMP            | 1 143        | 23,66        | 1 638       | 34,07       |
|                | Julien Ruiz         | PCF            | 692          | 14,33        |             |             |
|                | Jacques Lapalisse   | EXG            | 571          | 11,82        |             |             |
|                | Michel Duboscq      | PCF            | 399          | 8,26         |             |             |
|                |                     |                |              |              |             |             |
| Inscrits       | Inscrits            | Inscrits       | 7 340        | 100,00       | 7 340       | 100,00      |
| Abstention     | Abstention          | Abstention     | 2 269        | 30,91        | 2 167       | 29,52       |
| Votants        | Votants             | Votants        | 5 071        | 69,09        | 5 173       | 70,48       |
| Blancs et nuls | Blancs et nuls      | Blancs et nuls | 241          | 4,75         | 365         | 7,06        |
| Exprimés       | Exprimés            | Exprimés       | 4 830        | 95,25        | 4 808       | 92,94       |

*sortant

### Canton de Bordères-Louron
| Candidats      | Candidats       | Étiquette      | Premier tour | Premier tour |
| Candidats      | Candidats       | Étiquette      | Voix         | %            |
| -------------- | --------------- | -------------- | ------------ | ------------ |
|                | Michel Pélieu*  | PRG            | 651          | 75,00        |
|                | Claudine Mun    | UDF            | 104          | 11,98        |
|                | Jean Allenou    | PCF            | 100          | 11,52        |
|                | Raymond Langlet | FN             | 13           | 1,50         |
|                |                 |                |              |              |
| Inscrits       | Inscrits        | Inscrits       | 1 131        | 100,00       |
| Abstention     | Abstention      | Abstention     | 214          | 18,92        |
| Votants        | Votants         | Votants        | 917          | 81,08        |
| Blancs et nuls | Blancs et nuls  | Blancs et nuls | 49           | 5,34         |
| Exprimés       | Exprimés        | Exprimés       | 868          | 94,66        |

*sortant

### Canton de Bordères-sur-l'Échez
| Candidats      | Candidats       | Étiquette      | Premier tour | Premier tour | Second tour | Second tour |
| Candidats      | Candidats       | Étiquette      | Voix         | %            | Voix        | %           |
| -------------- | --------------- | -------------- | ------------ | ------------ | ----------- | ----------- |
|                | Daniel Frossard | PS             | 1 727        | 29,83        | 3 074       | 60,69       |
|                | Jean Buron      | PCF            | 1 658        | 28,64        | Retrait     | Retrait     |
|                | Christian Paul* | PRG            | 1 003        | 17,32        | 1 991       | 39,31       |
|                | Michel Anglade  | UMP            | 655          | 11,31        |             |             |
|                | Gaël Felot      | FN             | 421          | 7,27         |             |             |
|                | Éric Marino     | EXG            | 189          | 3,26         |             |             |
|                | Yves Aure       | SE             | 137          | 2,37         |             |             |
|                |                 |                |              |              |             |             |
| Inscrits       | Inscrits        | Inscrits       | 8 243        | 100,00       | 8 235       | 100,00      |
| Abstention     | Abstention      | Abstention     | 2 198        | 26,67        | 2 375       | 28,84       |
| Votants        | Votants         | Votants        | 6 045        | 73,33        | 5 860       | 71,16       |
| Blancs et nuls | Blancs et nuls  | Blancs et nuls | 255          | 4,22         | 795         | 13,57       |
| Exprimés       | Exprimés        | Exprimés       | 5 790        | 95,78        | 5 065       | 86,43       |

*sortant

### Canton de Maubourguet
| Candidats      | Candidats      | Étiquette      | Premier tour | Premier tour |
| Candidats      | Candidats      | Étiquette      | Voix         | %            |
| -------------- | -------------- | -------------- | ------------ | ------------ |
|                | Jean Guilhas*  | PS             | 1 777        | 66,75        |
|                | Nicolas Weibel | UMP            | 408          | 15,33        |
|                | André Dantin   | PCF            | 291          | 10,93        |
|                | Michelle Fau   | FN             | 186          | 6,99         |
|                |                |                |              |              |
| Inscrits       | Inscrits       | Inscrits       | 3 872        | 100,00       |
| Abstention     | Abstention     | Abstention     | 1 103        | 28,49        |
| Votants        | Votants        | Votants        | 2 769        | 71,51        |
| Blancs et nuls | Blancs et nuls | Blancs et nuls | 107          | 3,86         |
| Exprimés       | Exprimés       | Exprimés       | 2 662        | 96,14        |

*sortant

### Canton de Mauléon-Barousse
| Candidats      | Candidats           | Étiquette      | Premier tour | Premier tour |
| Candidats      | Candidats           | Étiquette      | Voix         | %            |
| -------------- | ------------------- | -------------- | ------------ | ------------ |
|                | François Fortassin* | PRG            | 1 234        | 77,61        |
|                | Alain Costa         | UDF            | 211          | 13,27        |
|                | Thierry Masse       | FN             | 145          | 9,12         |
|                |                     |                |              |              |
| Inscrits       | Inscrits            | Inscrits       | 2 383        | 100,00       |
| Abstention     | Abstention          | Abstention     | 672          | 28,20        |
| Votants        | Votants             | Votants        | 1 711        | 71,80        |
| Blancs et nuls | Blancs et nuls      | Blancs et nuls | 121          | 7,07         |
| Exprimés       | Exprimés            | Exprimés       | 1 590        | 92,93        |

*sortant

### Canton d'Ossun
| Candidats      | Candidats        | Étiquette      | Premier tour | Premier tour | Second tour | Second tour |
| Candidats      | Candidats        | Étiquette      | Voix         | %            | Voix        | %           |
| -------------- | ---------------- | -------------- | ------------ | ------------ | ----------- | ----------- |
|                | Robert Vignes*   | PRG            | 3 130        | 49,67        | 3 761       | 58,64       |
|                | Jean-Marc Fontan | UDF            | 1 272        | 20,18        | 1 550       | 24,17       |
|                | Alain Luquet     | SE             | 1 024        | 16,25        | 1 103       | 17,20       |
|                | Alain Laborde    | FN             | 505          | 8,01         |             |             |
|                | André Ponnau     | PCF            | 371          | 5,89         |             |             |
|                |                  |                |              |              |             |             |
| Inscrits       | Inscrits         | Inscrits       | 9 348        | 100,00       | 9 348       | 100,00      |
| Abstention     | Abstention       | Abstention     | 2 701        | 28,89        | 2 536       | 27,13       |
| Votants        | Votants          | Votants        | 6 647        | 71,11        | 6 812       | 72,87       |
| Blancs et nuls | Blancs et nuls   | Blancs et nuls | 345          | 5,19         | 398         | 5,84        |
| Exprimés       | Exprimés         | Exprimés       | 6 302        | 94,81        | 6 414       | 94,16       |

*sortant

### Canton de Pouyastruc
| Candidats      | Candidats           | Étiquette      | Premier tour | Premier tour | Second tour | Second tour |
| Candidats      | Candidats           | Étiquette      | Voix         | %            | Voix        | %           |
| -------------- | ------------------- | -------------- | ------------ | ------------ | ----------- | ----------- |
|                | Jean Burguès*       | UDF            | 1 091        | 45,23        | 1 254       | 48,57       |
|                | Josiane Bedouret    | PS             | 913          | 37,85        | 1 328       | 51,43       |
|                | Pascal Lachaud      | PCF            | 265          | 10,99        |             |             |
|                | Jacqueline Bioletto | FN             | 143          | 5,93         |             |             |
|                |                     |                |              |              |             |             |
| Inscrits       | Inscrits            | Inscrits       | 3 574        | 100,00       | 3 574       | 100,00      |
| Abstention     | Abstention          | Abstention     | 1 064        | 29,77        | 922         | 25,80       |
| Votants        | Votants             | Votants        | 2 510        | 70,23        | 2 652       | 74,20       |
| Blancs et nuls | Blancs et nuls      | Blancs et nuls | 98           | 3,90         | 70          | 2,64        |
| Exprimés       | Exprimés            | Exprimés       | 2 412        | 96,10        | 2 582       | 97,36       |

*sortant

### Canton de Saint-Laurent-de-Neste
| Candidats      | Candidats        | Étiquette      | Premier tour | Premier tour |
| Candidats      | Candidats        | Étiquette      | Voix         | %            |
| -------------- | ---------------- | -------------- | ------------ | ------------ |
|                | Josette Durrieu* | PS             | 1 546        | 65,07        |
|                | Roland Soule     | DVD            | 396          | 16,67        |
|                | Christian Begue  | PCF            | 266          | 11,20        |
|                | Simone Pernot    | FN             | 168          | 7,07         |
|                |                  |                |              |              |
| Inscrits       | Inscrits         | Inscrits       | 3 634        | 100,00       |
| Abstention     | Abstention       | Abstention     | 1 086        | 29,88        |
| Votants        | Votants          | Votants        | 2 548        | 70,12        |
| Blancs et nuls | Blancs et nuls   | Blancs et nuls | 172          | 6,75         |
| Exprimés       | Exprimés         | Exprimés       | 2 376        | 93,25        |

*sortant

### Canton de Saint-Pé-de-Bigorre
| Candidats      | Candidats               | Étiquette      | Premier tour | Premier tour | Second tour | Second tour |
| Candidats      | Candidats               | Étiquette      | Voix         | %            | Voix        | %           |
| -------------- | ----------------------- | -------------- | ------------ | ------------ | ----------- | ----------- |
|                | Bruno Lepore*           | SE             | 667          | 49,48        | 701         | 50,58       |
|                | Jean-Claude Beaucoueste | PRG            | 589          | 43,69        | 685         | 49,42       |
|                | Jacques Chareyre        | FN             | 55           | 4,08         |             |             |
|                | Hervé Buffat            | PCF            | 37           | 2,74         |             |             |
|                |                         |                |              |              |             |             |
| Inscrits       | Inscrits                | Inscrits       | 1 685        | 100,00       | 1 684       | 100,00      |
| Abstention     | Abstention              | Abstention     | 284          | 16,85        | 248         | 14,73       |
| Votants        | Votants                 | Votants        | 1 401        | 83,15        | 1 436       | 85,27       |
| Blancs et nuls | Blancs et nuls          | Blancs et nuls | 53           | 3,78         | 50          | 3,48        |
| Exprimés       | Exprimés                | Exprimés       | 1 348        | 96,22        | 1 386       | 96,52       |

*sortant

### Canton de Tarbes-1
| Candidats      | Candidats            | Étiquette      | Premier tour | Premier tour | Second tour | Second tour |
| Candidats      | Candidats            | Étiquette      | Voix         | %            | Voix        | %           |
| -------------- | -------------------- | -------------- | ------------ | ------------ | ----------- | ----------- |
|                | Pierre Lagonelle     | UDF            | 1 377        | 40,82        | 1 725       | 48,72       |
|                | Jean-Pierre Dubarry* | PS             | 1 094        | 32,43        | 1 816       | 51,28       |
|                | Daniel Gerbault      | PCF            | 442          | 13,10        |             |             |
|                | Pierre Rey           | FN             | 279          | 8,27         |             |             |
|                | Christian Zueras     | EXG            | 181          | 5,37         |             |             |
|                |                      |                |              |              |             |             |
| Inscrits       | Inscrits             | Inscrits       | 5 481        | 100,00       | 5 481       | 100,00      |
| Abstention     | Abstention           | Abstention     | 2 003        | 36,54        | 1 798       | 32,80       |
| Votants        | Votants              | Votants        | 3 478        | 63,46        | 3 683       | 67,20       |
| Blancs et nuls | Blancs et nuls       | Blancs et nuls | 105          | 3,02         | 142         | 3,86        |
| Exprimés       | Exprimés             | Exprimés       | 3 373        | 96,98        | 3 541       | 96,14       |

*sortant

### Canton de Tarbes-2
| Candidats      | Candidats              | Étiquette      | Premier tour | Premier tour | Second tour | Second tour |
| Candidats      | Candidats              | Étiquette      | Voix         | %            | Voix        | %           |
| -------------- | ---------------------- | -------------- | ------------ | ------------ | ----------- | ----------- |
|                | Chantal Robin-Rodrigo* | PRG            | 1 354        | 35,97        | 2 163       | 56,05       |
|                | Pierre Couderc         | UMP            | 1 152        | 30,61        | 1 696       | 43,95       |
|                | Jean Casteran          | SE             | 316          | 8,40         |             |             |
|                | Christophe Verzeletti  | PCF            | 303          | 8,05         |             |             |
|                | Colbert Albessard      | FN             | 298          | 7,92         |             |             |
|                | Guy Baque              | Verts          | 210          | 5,58         |             |             |
|                | Francois Meunier       | EXG            | 131          | 3,48         |             |             |
|                |                        |                |              |              |             |             |
| Inscrits       | Inscrits               | Inscrits       | 6 194        | 100,00       | 6 195       | 100,00      |
| Abstention     | Abstention             | Abstention     | 2 303        | 37,18        | 2 111       | 34,08       |
| Votants        | Votants                | Votants        | 3 891        | 62,82        | 4 084       | 65,92       |
| Blancs et nuls | Blancs et nuls         | Blancs et nuls | 127          | 3,26         | 225         | 5,51        |
| Exprimés       | Exprimés               | Exprimés       | 3 764        | 96,74        | 3 859       | 94,49       |

*sortant

### Canton de Tarbes-5
| Candidats      | Candidats              | Étiquette      | Premier tour | Premier tour | Second tour | Second tour |
| Candidats      | Candidats              | Étiquette      | Voix         | %            | Voix        | %           |
| -------------- | ---------------------- | -------------- | ------------ | ------------ | ----------- | ----------- |
|                | François-Xavier Brunet | UMP            | 1 126        | 36,35        | 1 531       | 47,53       |
|                | Jean-Claude Palmade*   | PS             | 1 099        | 35,47        | 1 690       | 52,47       |
|                | Joëlle Noguere         | PCF            | 264          | 8,52         |             |             |
|                | Nicole Laborde         | FN             | 253          | 8,17         |             |             |
|                | Pierre Noel            | Verts          | 246          | 7,94         |             |             |
|                | Maria Saez             | EXG            | 110          | 3,55         |             |             |
|                |                        |                |              |              |             |             |
| Inscrits       | Inscrits               | Inscrits       | 4 975        | 100,00       | 4 975       | 100,00      |
| Abstention     | Abstention             | Abstention     | 1 765        | 35,48        | 1 588       | 31,92       |
| Votants        | Votants                | Votants        | 3 210        | 64,52        | 3 387       | 68,08       |
| Blancs et nuls | Blancs et nuls         | Blancs et nuls | 112          | 3,49         | 166         | 4,90        |
| Exprimés       | Exprimés               | Exprimés       | 3 098        | 96,51        | 3 221       | 95,10       |

*sortant

### Canton de Trie-sur-Baïse
| Candidats      | Candidats           | Étiquette      | Premier tour | Premier tour |
| Candidats      | Candidats           | Étiquette      | Voix         | %            |
| -------------- | ------------------- | -------------- | ------------ | ------------ |
|                | Jean-Claude Duzer*  | PS             | 1 439        | 65,50        |
|                | Alain Blossier      | UMP            | 252          | 11,47        |
|                | Anne-Marie Bruzeaud | SE             | 240          | 10,92        |
|                | André Dossat        | PCF            | 196          | 8,92         |
|                | Guy Mormede         | FN             | 70           | 3,19         |
|                |                     |                |              |              |
| Inscrits       | Inscrits            | Inscrits       | 2 980        | 100,00       |
| Abstention     | Abstention          | Abstention     | 715          | 23,99        |
| Votants        | Votants             | Votants        | 2 265        | 76,01        |
| Blancs et nuls | Blancs et nuls      | Blancs et nuls | 68           | 3,00         |
| Exprimés       | Exprimés            | Exprimés       | 2 197        | 97,00        |

*sortant

### Canton de Vic-en-Bigorre
| Candidats      | Candidats            | Étiquette      | Premier tour | Premier tour |
| Candidats      | Candidats            | Étiquette      | Voix         | %            |
| -------------- | -------------------- | -------------- | ------------ | ------------ |
|                | Claude Miqueu*       | PRG            | 2 370        | 50,63        |
|                | Claude Taillan       | UDF            | 966          | 20,64        |
|                | Danielle Lafonta     | PCF            | 622          | 13,29        |
|                | Michel Peluhet       | FN             | 469          | 10,02        |
|                | Jean-Pierre Casanave | EXG            | 254          | 5,43         |
|                |                      |                |              |              |
| Inscrits       | Inscrits             | Inscrits       | 7 376        | 100,00       |
| Abstention     | Abstention           | Abstention     | 2 448        | 33,19        |
| Votants        | Votants              | Votants        | 4 928        | 66,81        |
| Blancs et nuls | Blancs et nuls       | Blancs et nuls | 247          | 5,01         |
| Exprimés       | Exprimés             | Exprimés       | 4 681        | 94,99        |

*sortant

### Canton de Vielle-Aure
| Candidats      | Candidats            | Étiquette      | Premier tour | Premier tour |
| Candidats      | Candidats            | Étiquette      | Voix         | %            |
| -------------- | -------------------- | -------------- | ------------ | ------------ |
|                | Maryse Beyrie*       | PS             | 1 386        | 77,60        |
|                | Jean-Claude Bourgade | UMP            | 276          | 15,45        |
|                | Daniel Larregola     | PCF            | 75           | 4,20         |
|                | Claude Maillard      | FN             | 49           | 2,74         |
|                |                      |                |              |              |
| Inscrits       | Inscrits             | Inscrits       | 2 415        | 100,00       |
| Abstention     | Abstention           | Abstention     | 558          | 23,11        |
| Votants        | Votants              | Votants        | 1 857        | 76,89        |
| Blancs et nuls | Blancs et nuls       | Blancs et nuls | 71           | 3,82         |
| Exprimés       | Exprimés             | Exprimés       | 1 786        | 96,18        |

*sortant